# Sitobion hillerislambersi
Sitobion hillerislambersi är en insektsart. Sitobion hillerislambersi ingår i släktet Sitobion och familjen långrörsbladlöss. Inga underarter finns listade i Catalogue of Life.